# Szkoły z internatem dla dzieci rdzennych mieszkańców Kanady

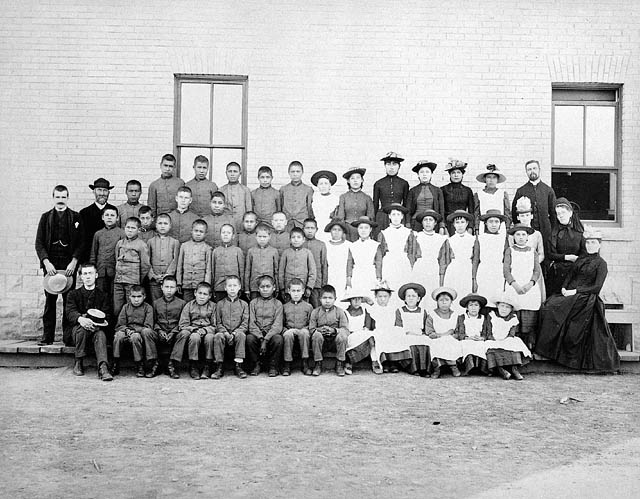
Uczniowie St. Paul’s Indian Industrial School, 1901 rok

Szkoły z internatem dla dzieci rdzennych mieszkańców Kanady – system szkół z internatem dla rdzennych mieszkańców Kanady (m.in. Inuitów, Metysów) prowadzonych w latach 1831–1998 przez kościoły chrześcijańskie i rząd Kanady. Ich deklarowanym celem była asymilacja ludności rdzennej do kultury europejskich kolonizatorów. Pobyt w instytucjach był przymusowy, dzieci były przemocą odbierane rodzicom. W szkołach zakazywano dzieciom używania ojczystych języków i obyczajów, dochodziło także do licznych nadużyć. Do szkół uczęszczało w sumie, przez cały okres trwania systemu, 150 tys. osób. Około 6 tys. dzieci zmarło w placówkach, przy czym dane dotyczące zgonów są niekompletne .

## Historia
Pierwsze szkoły z internatem były zakładane na terenie dzisiejszej Kanady jeszcze przez katolickich misjonarzy z Francji w XVII wieku. Przedsięwzięcie się nie powiodło, rodzice nie chcieli oddawać dzieci, a same dzieci masowo uciekały do domu. Po przejęciu Nowej Francji przez Brytyjczyków w 1763 roku koncepcja szkół z internatem pozostawała zapomniana, aż do początku wieku XIX. Jedna z pierwszych szkół z internatem, Mohawk Institute Residential School, powstała w 1834 roku w prowincji Ontario. Placówki były wzorowane na szkołach dla biednych mieszkańców miast w Anglii, tworzonych w XIX wieku.
W momencie powstania Konfederacji Kanady w 1867 roku istniało już kilkadziesiąt szkół, które były prowadzone przez kościoły protestanckie i Kościół katolicki. Podczas gdy kolonizacja posuwała się na zachód, otwierano kolejne placówki, m.in. w Kolumbii Brytyjskiej. Większość z nich otrzymywała niewielkie wsparcie finansowe od rządu federalnego. Ważną rolę w tworzeniu systemy odegrał tzw. Indian act (1876), który zakazywał praktyk kulturalnych ludności rdzennej, określał, kto jest „Indianinem” oraz nadawał rządowi federalnemu zwierzchność nad edukacją ludów rdzennych.
W 1883 rząd powołał trzy duże szkoły na zachodzie Kanady. W kolejnych latach system rozrastał się do ogromnych rozmiarów. W 1930 roku istniało 80 szkół i internatów. Szkoły były prowadzone przez następujące kościoły: katolicki, anglikański, metodystyczny, Zjednoczony Kościół Kanady, prezbiteriański. Około 2/3 placówek było prowadzonych przez Kościół katolicki . Większość katolickich placówek prowadzili Oblaci. Początkowo rząd zakładał, że szkoły będą w stanie finansować się własnym sumptem, obowiązkiem uczniów miała być praca. W praktyce jednak, pomimo ciężkiej pracy uczniów, szkoły wciąż wymagały wsparcia finansowego od państwa. Finansowanie było ograniczone, co prowadziło do drastycznego pogarszania się warunków życia w placówkach. Szkoły otrzymywały granty na głowę studenta, co sprawiało, że administratorzy szkół dążyli do ulokowania w nich jak największej liczby dzieci. W internatach gromadzono dzieci coraz młodsze, w złym stanie zdrowia.
Szkoły były zlokalizowane na uboczu, były ubogo wyposażone, personel był nieliczny i niewyszkolony. Dyscyplina była niezwykle ostra. W zakresie edukacji cele były ograniczone. Twórcy programu wychodzili z założenia, że ludność rdzenna jest mniej rozumna i nie zasługuje na edukację. Zakazywano praktyk kulturalnych ludności rdzennej oraz posługiwania się językiem rdzennym.
Celem szkół była przymusowa asymilacja ludności rdzennej do kultury europejskich kolonizatorów. Dzieci były przymusowo odbierane rodzicom i oddzielane od rodziny. Przed domem rdzennej rodziny pojawiał się duchowny w towarzystwie policji, który odbierał dziecko rodzicom i transportował je do ośrodka. W latach 30. dzieci były umieszczane w autobusie, który następnie przejeżdżał po kolejnych miejscowościach. Odebranie od rodziców i kontrakt ze szkołą były niezwykle traumatycznymi przeżyciami dla dzieci. Po przyjeździe do szkoły obcinano dzieciom włosy i odbierano im ubranie, przekazywano oficjalny szkolny ubiór.
W 1968 roku rząd przejął kontrolę nad szkołami, administracja została odebrana kościołom, choć ich przedstawiciele wciąż byli zatrudniani w placówkach. Stopniowo zamykano szkoły, uczęszczało do nich coraz mniej osób. Większość placówek została zamknięta w latach 80., ostatnie siedem szkół zostało zlikwidowanych w latach 1995–1998.

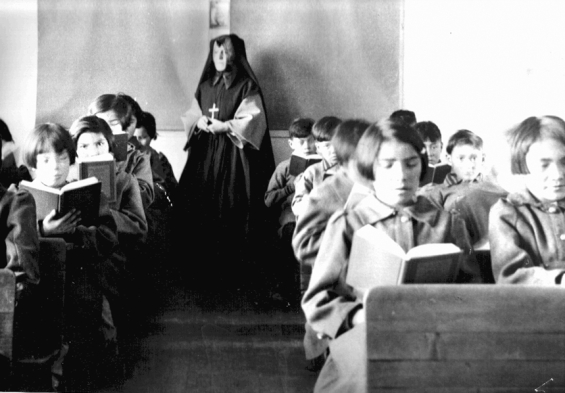
Uczniowie St. Anne's Indian Residential School, Fort Albany, 1945 rok

## Ideologia
System szkół wiązał się z ideologią kolonializmu. Rząd Kanady zakładał, że kultura europejska i rasa biała jest lepsza, bardziej wartościowa od kultury ludności rdzennej. Zakładano, że rząd prowadzi misję cywilizacyjną polegającą na asymilacji rdzennej ludności do kultury chrześcijańskiej. Poprzez proces „cywilizowania” i „asymilacji” zakładano, że dokona się postęp ludów rdzennych i wyniesienie ich na wyższy poziom kulturowy. Idee kolonizacyjne były legitymizowane przez kościoły chrześcijańskie. Misjonarze próbowali konwertować ludność rdzenną na swoją wiarę. Jeśli wysiłki te nie przynosiły powodzenia, było to pretekstem dla kulturowej eksterminacji. Misjonarze uważali, że rdzenna kultura jest przeszkodą dla duchowego zbawienia. Wymagane było zerwanie z lokalnymi tradycjami i przyjęcie europejskich zwyczajów, czemu służyć miał system szkolnictwa.

## Rozliczenie i upamiętnienie
W latach 90. organizacje rdzennych mieszkańców Kanady domagały się od rządu przeprosin i rekompensaty finansowej. W 2005 roku rząd ustanowił fundusz na rzecz odszkodowań dla osób, które przeżyły. W 2008 roku premier Kanady, Stephen Harper, oficjalnie przeprosił ludy rdzenne za działalność systemu . W tym samym roku powołano do życia specjalną komisję, której celem było zbadanie procederu, opisanie go i pojednanie z ofiarami. Raport komisji ukazał się w 2015 roku. W 2020 roku rząd ogłosił, iż dwie dawne szkoły z internatem (Shubenacadie Residential School w prowincji Nowa Szkocja, Portage La Prairie Residential School w prowincji Manitoba) zostaną zagospodarowane jako muzea upamiętniające działalność systemu .
Papież Benedykt XVI wyraził żal podczas prywatnej audiencji z udziałem przedstawicieli ludów rdzennych. Zdaniem krytyków nie były to jednak formalne przeprosiny. W 1991 roku oficjalne przeprosiny wydał zakon misjonarzy oblatów, który prowadził liczne placówki edukacyjne. W 2009 roku Kościół katolicki zobowiązał się wypłacić 29 mln dolarów kanadyjskich odszkodowania dla ofiar placówek – do 2021 roku wypłacony został jedynie niewielki procent tej kwoty.